# Cupiennius remedius
Cupiennius remedius là một loài nhện trong họ Ctenidae.
Loài này thuộc chi Cupiennius. Cupiennius remedius được miêu tả năm 1998 bởi Barth & Cordes.